# Warwickshire
Warwickshire är ett ceremoniellt och administrativt grevskap (county) i mellersta England, i ett område känt som Midlands. Grevskapet har fått sitt namn från huvudorten Warwick, med slottet Warwick Castle. Folkmängden var 607 604 personer i mitten av 2022.
William Shakespeare föddes år 1564 i staden Stratford-upon-Avon i grevskapet.
I Warwickshire har TV-serien Skenet bedrar (Keeping Up Appearances) spelats in.
Rob Halford ("The Metal God"), sångare i Judas Priest och en av de mest inflytelserika personerna inom musikgenren Heavy Metal, föddes i Warwickshire 1951.

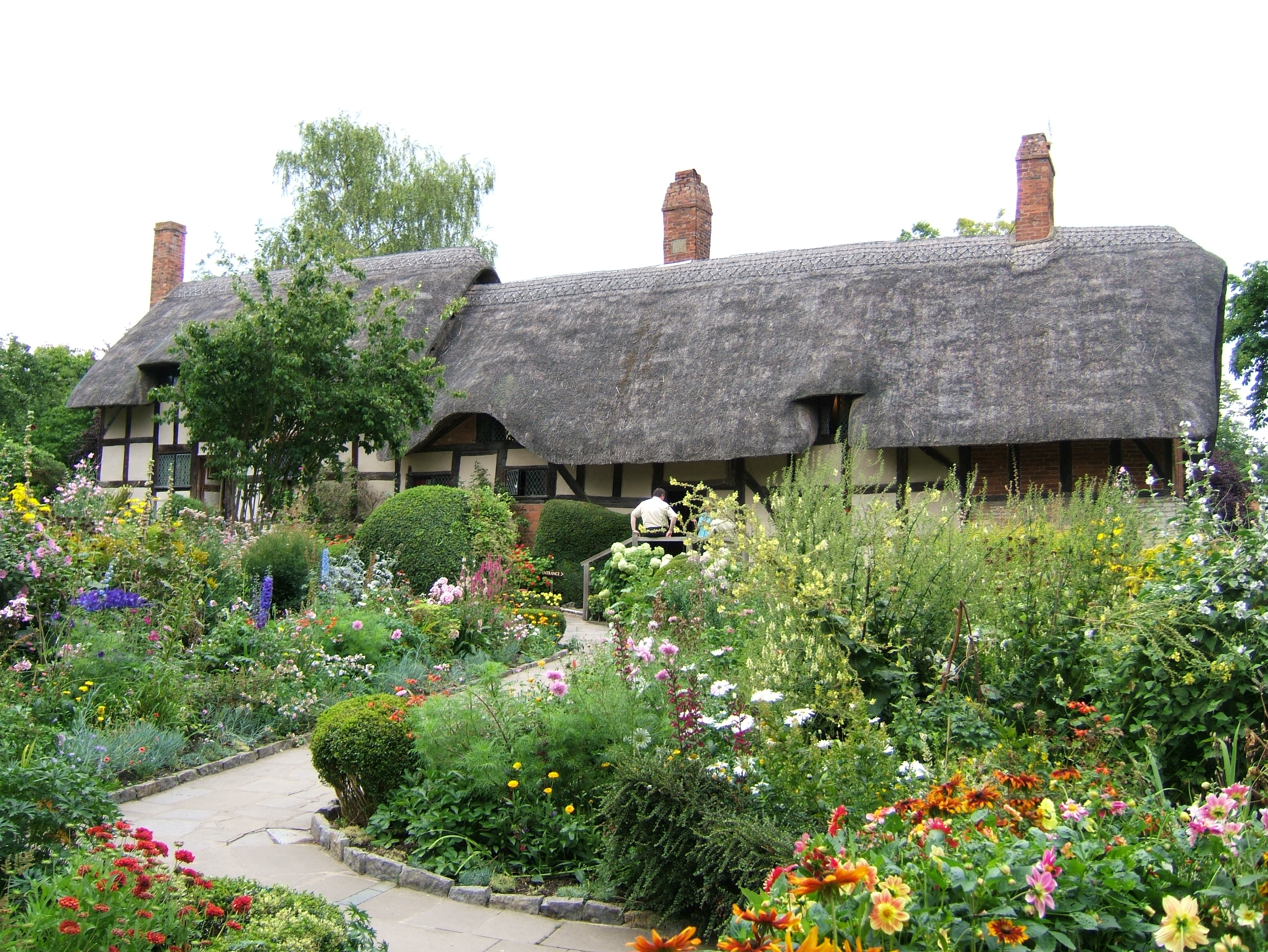
Anne Hathaways hus i Stratford-upon-Avon. Anne Hathaway var William Shakespeares hustru. Shakespeare själv föddes i Stratford-upon-Avon, och det omkringliggande området i Warwickshire är känt som "Shakespeare Country".

## Administrativ indelning
Warwickshire är dels ett ceremoniellt grevskap (ceremonial county), dels ett administrativt grevskap som är en typ av sekundärkommun (non-metropolitan county). Det administrativa grevskapet är indelat i fem distrikt (non-metropolitan districts), som är en typ av primärkommun.
| Nr | Distrikt              | Distrikten i Warwickshire |
| -- | --------------------- | ------------------------- |
| 1  | North Warwickshire    |                           |
| 2  | Nuneaton and Bedworth |                           |
| 3  | Rugby                 |                           |
| 4  | Stratford-on-Avon     |                           |
| 5  | Warwick               |                           |